# 莲印乡
莲印乡，是中华人民共和国四川省达州市大竹县曾经下辖的一个乡。2019年12月，撤销莲印乡，将其所属行政区域划归竹阳街道管辖。

## 行政区划
莲印乡撤销前下辖以下地区：
莲印社区、天生村、莲印村、龙潭村、尖山村、两路村和新家村。